# ドラマパラビ
『ドラマパラビ』は、2018年10月4日（3日深夜）から2023年6月29日（28日深夜）にかけて毎週木曜（水曜深夜）にテレビ東京で放送されていた連続ドラマ枠。ParaviがU-NEXTにサービス統合されたことに伴い、2023年7月7日（6日深夜）より同時間帯の枠名は『ドラマNEXT』となって放送中である。

## 概要
動画配信サービスParaviでの先行配信が行なわれていた。「ドラマパラビ」標記の場合、同枠のロゴにおける「パ」の半濁音記号がParaviのマークになっているほか、「ドラマParavi」表記では「ドラマ」と「Paravi」の間にマークが入る。2018年10月の枠設置当初は木曜 1:35 - 2:05（水曜深夜）。
原則、4Kで制作されているが、4K制作版での放送は遅れネット局のBSテレ東4Kのみであり、制作局や他のネット局では2Kにダウンコンバートしたものを放送している。
枠設定当初は男性視聴者をターゲットにしていたが、Paraviの視聴者層を分析した結果、テレ東深夜ドラマでは手薄だった女性向けにシフトした。
2020年4月より放送枠が37分繰り上がり、木曜 0:58 - 1:28（水曜深夜）となる。
2021年1月期からは『ドラマParavi』標記。
2021年4月より放送枠が更に18分繰り上がり、木曜 0:40 - 1:10（水曜深夜）となる。それに合わせて、全系列局で同時ネットとなった。
2021年10月より放送枠が更に10分繰り上がり、木曜 0:30 - 1:00（水曜深夜）となる。

## 作品

### ドラマパラビ
同時間枠で放送されたParaviオリジナルドラマ（地上波放送向けに再編集）も便宜的に記載する。
| #      | タイトル                                                  | 放送期間                | 主演                                                        | 原作                                                                             | 備考                   |
| 2018年 | 2018年                                                    | 2018年                  | 2018年                                                      | 2018年                                                                           | 2018年                 |
| ------ | --------------------------------------------------------- | ----------------------- | ----------------------------------------------------------- | -------------------------------------------------------------------------------- | ---------------------- |
| 1      | 天 天和通りの快男児                                       | 10月4日 - 12月20日      | 岸谷五朗                                                    | 福本伸行                                                                         |                        |
| 2019年 |                                                           |                         |                                                             |                                                                                  |                        |
| 2      | さすらい温泉♨遠藤憲一                                     | 1月17日 - 4月4日        | 遠藤憲一                                                    | （なし）                                                                         | -                      |
| 3      | 癒されたい男                                              | 4月11日 - 6月27日       | 鈴木浩介                                                    | 月島冬二                                                                         | -                      |
| 4      | びしょ濡れ探偵 水野羽衣                                   | 7月4日 - 9月19日        | 大原櫻子                                                    | （なし）                                                                         | -                      |
| 5      | ミリオンジョー                                            | 10月10日 - 12月26日     | 北山宏光（Kis-My-Ft2）                                      | 十口了至・市丸いろは                                                             | -                      |
| 特     | 天 赤木しげる葬式編「アカギと7人の男たち」                | 12月29日（0:55 - 2:50） | 岸谷五朗                                                    | 福本伸行                                                                         | 特別ドラマ（単回）     |
| 2020年 |                                                           |                         |                                                             |                                                                                  |                        |
| 6      | 来世ではちゃんとします                                    | 1月9日 - 3月26日        | 内田理央                                                    | いつまちゃん                                                                     |                        |
| 7      | 藤原竜也の三回道                                          | 4月16日 - 5月21日       | 藤原竜也                                                    |                                                                                  | バラエティ番組         |
| -      | ネット興亡記                                              | 5月28日 - 6月25日       | 藤森慎吾（オリエンタルラジオ）                              | 杉本貴司（日本経済新聞社）                                                       | Paraviオリジナルドラマ |
| -      | love⇄distance                                             | 7月2日 - 9日            | 水川あさみ・清原翔・渡邊圭祐 馬場ふみか・板垣瑞生・中尾暢樹 |                                                                                  | Paraviオリジナルドラマ |
| 8      | ふろがーる!                                               | 7月16日 - 8月20日       | 桜井日奈子                                                  | 片山ユキヲ                                                                       | -                      |
| 9      | 働かざる者たち                                            | 8月27日 - 10月1日       | 濱田岳                                                      | サレンダー橋本                                                                   | -                      |
| 10     | だから私はメイクする                                      | 10月8日 - 11月12日      | 神崎恵                                                      | シバタヒカリ                                                                     | -                      |
| 11     | 38歳バツイチ独身女が マッチングアプリをやってみた結果日記 | 11月19日 - 12月24日     | 山口紗弥加                                                  | 松本千秋                                                                         | -                      |
| 2021年 |                                                           |                         |                                                             |                                                                                  |                        |
| 12     | おじさまと猫                                              | 1月7日 - 3月25日        | 草刈正雄                                                    | 桜井海                                                                           | -                      |
| 13     | 理想のオトコ                                              | 4月8日 - 5月27日        | 蓮佛美沙子                                                  | チカ                                                                             | -                      |
| 14     | にぶんのいち夫婦                                          | 6月3日 - 7月29日        | 比嘉愛未                                                    | 夏川ゆきの                                                                       | -                      |
| 15     | 来世ではちゃんとします2                                   | 8月12日 - 9月30日       | 内田理央                                                    | いつまちゃん                                                                     | -                      |
| 16     | つまり好きって言いたいんだけど、                          | 10月7日 - 12月23日      | 大原櫻子                                                    | 円城寺マキ                                                                       | -                      |
| 2022年 |                                                           |                         |                                                             |                                                                                  |                        |
| 特     | 来世ではちゃんとします お正月初夢SP                       | 1月1日（0:50 - 1:50）   | 内田理央                                                    | いつまちゃん                                                                     | 特別ドラマ（単回）     |
| 17     | 部長と社畜の恋はもどかしい                                | 1月6日 - 3月24日        | 中村ゆりか                                                  | 志茂                                                                             | -                      |
| 18     | メンタル強め美女白川さん                                  | 4月7日 - 6月23日        | 井桁弘恵                                                    | 獅子                                                                             | -                      |
| 19     | みなと商事コインランドリー                                | 7月7日 - 9月22日        | 草川拓弥（超特急）                                          | 椿ゆず（原作）・缶爪さわ（漫画）                                                 | -                      |
| 20     | 夫婦円満レシピ〜交換しない?一晩だけ〜                     | 10月6日 - 12月22日      | 佐津川愛美                                                  | アオイセイ（原作）・越川珠江（漫画）「夫婦円満レシピ〜それでも夫を愛している〜」 | -                      |
| 2023年 |                                                           |                         |                                                             |                                                                                  |                        |
| 21     | 来世ではちゃんとします3                                   | 1月5日 - 3月23日        | 内田理央                                                    | いつまちゃん                                                                     | -                      |
| 22     | 隣の男はよく食べる                                        | 4月13日 - 6月29日       | 倉科カナ 菊池風磨（Sexy Zone）                              | 美波はるこ                                                                       | -                      |

### ドラマNEXT
| #      | タイトル                                              | 放送期間            | 主演                                           | 原作                             | 備考   |
| 2023年 | 2023年                                                | 2023年              | 2023年                                         | 2023年                           | 2023年 |
| ------ | ----------------------------------------------------- | ------------------- | ---------------------------------------------- | -------------------------------- | ------ |
| 1      | みなと商事コインランドリー2                           | 7月6日 - 9月21日    | 草川拓弥（超特急）                             | 椿ゆず（原作）・缶爪さわ（漫画） | -      |
| 2      | 推しが上司になりまして （第1シリーズ）                | 10月5日 - 12月21日  | 鈴木愛理                                       | 東ゆき（原作）・森永いと（漫画） | -      |
| 2024年 |                                                       |                     |                                                |                                  |        |
| 3      | パティスリーMON                                       | 1月11日 - 3月28日   | 畑芽育                                         | きら                             | -      |
| 4      | 好きなオトコと別れたい                                | 4月4日 - 6月20日    | 堀田茜                                         | 藤緒あい                         | -      |
| 5      | ひだまりが聴こえる                                    | 7月4日 - 9月19日    | 中沢元紀 小林虎之介                            | 文乃ゆき                         | -      |
| 6      | 私の町の千葉くんは。                                  | 10月10日 - 12月26日 | 井桁弘恵                                       | おかもととかさ                   | -      |
| 2025年 |                                                       |                     |                                                |                                  |        |
| 7      | 五十嵐夫妻は偽装他人                                  | 1月9日 - 3月27日    | 新川優愛 塩野瑛久                              | 海石ともえ                       | -      |
| 8      | やぶさかではございません                              | 4月3日 - 6月19日    | 松村沙友理                                     | Marita                           | -      |
| 9      | 雨上がりの僕らについて                                | 7月3日 - 9月18日    | 池田匡志 堀夏喜（FANTASTICS from EXILE TRIBE） | らくたしょうこ                   | -      |
| 10     | 推しが上司になりまして フルスロットル （第2シリーズ） | 10月9日 - 12月25日  | 鈴木愛理                                       | 東ゆき（原作）・森永いと（漫画） | -      |

## 放送局
定期ネット局
| 放送対象地域   | 放送局                | 系列                          | 放送日時（JST）              | ネット状況 | 備考                                     |
| -------------- | --------------------- | ----------------------------- | ---------------------------- | ---------- | ---------------------------------------- |
| 関東広域圏     | テレビ東京（TX）      | テレビ東京系列                | 木曜 0:30 - 1:00（水曜深夜） | 制作局     |                                          |
| 大阪府         | テレビ大阪（TVO）     | テレビ東京系列                | 木曜 0:30 - 1:00（水曜深夜） | 同時ネット | 『来世ではちゃんとします』より同時ネット |
| 愛知県         | テレビ愛知（TVA）     | テレビ東京系列                | 木曜 0:30 - 1:00（水曜深夜） | 同時ネット | 『理想のオトコ』より同時ネット           |
| 北海道         | テレビ北海道（TVh）   | テレビ東京系列                | 木曜 0:30 - 1:00（水曜深夜） | 同時ネット | 『理想のオトコ』より同時ネット           |
| 岡山県・香川県 | テレビせとうち（TSC） | テレビ東京系列                | 木曜 0:30 - 1:00（水曜深夜） | 同時ネット | 『理想のオトコ』より同時ネット           |
| 福岡県         | TVQ九州放送（TVQ）    | テレビ東京系列                | 木曜 0:30 - 1:00（水曜深夜） | 同時ネット | 『理想のオトコ』より同時ネット           |
| 日本全域       | BSテレ東（2K）        | テレビ東京系列 BSデジタル放送 | 金曜 0:00 - 0:30（木曜深夜） | 遅れネット |                                          |
| 日本全域       | BSテレ東4K            | テレビ東京系列 BSデジタル放送 | 金曜 0:00 - 0:30（木曜深夜） | 遅れネット | 原則4K制作版で放送                       |

その他放送実績
- 天 天和通りの快男児 - テレビ大阪（TXN）、テレビ和歌山、びわ湖放送（以上独立局）
- さすらい温泉♨遠藤憲一 - テレビ北海道（TXN）、テレビユー山形（JNN）、福島中央テレビ（NNS）、鹿児島テレビ放送（FNS）、テレビ和歌山、びわ湖放送（以上独立局）
- 癒されたい男 - テレビ北海道、TVQ九州放送（以上TXN）、テレビ和歌山（独立局）、鹿児島放送（ANN）
- びしょ濡れ探偵水野羽衣 - テレビ和歌山、奈良テレビ（以上独立局）
- ミリオンジョー - テレビ北海道、テレビ愛知、TVQ九州放送（以上TXN）、テレビ和歌山、奈良テレビ（以上独立局）、信越放送（JNN）、長崎文化放送（ANN）
- 来世ではちゃんとします - テレビ愛知（TXN）、テレビ和歌山、びわ湖放送（以上独立局）、鹿児島放送、長崎文化放送（以上ANN）、北陸放送、テレビ高知、静岡放送、テレビユー福島（以上JNN）、テレビ新潟（NNS）
- 藤原竜也の三回道 - テレビ北海道、テレビ愛知（TXN）、テレビ和歌山（独立局）
- ふろがーる! - テレビ愛知、テレビせとうち、TVQ九州放送（以上TXN）、テレビ和歌山（独立局）、テレビ新潟（NNS）
- 働かざる者たち - テレビ愛知（TXN）、びわ湖放送、テレビ和歌山（以上独立局）
- だから私はメイクする - テレビ愛知、テレビせとうち（TXN）、びわ湖放送、テレビ和歌山（以上独立局）
- 38歳バツイチ独身女がマッチングアプリをやってみた結果日記 - テレビ愛知、テレビ北海道（以上TXN）、テレビ和歌山、奈良テレビ（以上独立局）、テレビ新潟（NNS）
- おじさまと猫 - テレビ愛知、テレビ北海道、TVQ九州放送（以上TXN）、熊本県民テレビ、福島中央テレビ（以上NNS）、びわ湖放送、奈良テレビ、テレビ和歌山（以上独立局）、秋田テレビ（FNS）
- 理想のオトコ - テレビ和歌山（独立局）
- にぶんのいち夫婦 - テレビ和歌山（独立局）、秋田テレビ（FNS）
- 来世ではちゃんとします2 - 山陰放送、静岡放送（以上JNN）、テレビ新潟（NNS）、びわ湖放送、テレビ和歌山（以上独立局）
- つまり好きって言いたいんだけど、 - テレビ和歌山（独立局）、秋田テレビ（FNS）
- 部長と社畜の恋はもどかしい - テレビ和歌山（独立局）
- メンタル強め美女白川さん - 青森朝日放送、琉球朝日放送、新潟テレビ21（以上ANN）、びわ湖放送、奈良テレビ、テレビ和歌山（以上独立局）、東北放送（JNN）
- みなと商事コインランドリー - びわ湖放送、テレビ和歌山（以上独立局）
- 夫婦円満レシピ〜交換しない?一晩だけ〜 - びわ湖放送、テレビ和歌山（以上独立局）
- 来世ではちゃんとします3 - 静岡放送（JNN）、びわ湖放送、テレビ和歌山（以上独立局）、テレビ新潟（NNS）
- 隣の男はよく食べる - びわ湖放送、テレビ和歌山（以上独立局）、新潟テレビ21（ANN）、山陰放送（JNN）

## ネット配信
- Paravi（定額制）での先行配信は第1話放送後に最終回まで一挙配信[6][7]であったり、数話ごとの段階的配信[8]であったりしたが、『来世ではちゃんとします』（2020年1月期）[9]より各話1週間先行配信となっていた。また、Paravi限定のオリジナルエピソードも配信される場合があった[10]。
- 他社のネット配信サービスでも半年程遅れで定額見放題配信されるが、Paravi限定エピソードは配信されない。
- ネットもテレ東（公式サイト、TVer）[注釈 6]でテレビ東京での放送終了後[注釈 7]に最新回が無料で視聴可能。